# La Colombina
La Colombina ist ein 1990 gegründetes Gesangsquartett, dass sich der Aufführung Alter Musik verschrieben hat. Der Name der Gruppe leitet sich von der Handschrift Cancionero de la Colombina ab, die in der Kathedrale von Sevilla in der Biblioteca de la Colombina aufbewahrt wird.
Die Gruppe wurde 1990 von folgenden vier Solisten, deren musikalische Wege sich als Madrigalisten kreuzten, gegründet: Der Argentinierin Maria Cristina Kiehr (Sopran), dem Italiener Claudio Cavina (Alt) sowie den beiden Katalanen Josep Bonet (Tenor) und Josep Cabré (Bariton). Seit 2003 besteht das Quartett aus Raquel Andueza (Sopran), José Hernández Pastor (Alt), Josep Benet (Tenor) und Josep Cabré (Bariton). 
La Colombina widmet sich der religiösen wie der profanen Musik der Renaissance und des Frühbarock. Die Musik wird meist a cappella aufgeführt. Das Repertoire des Quartetts ist primär spanisch geprägt, aber es werden auch Interpretationen französischer und italienischer Musik gegeben. Neben der Einspielung von Tonträgern gab das Quartett bisher Konzerte in Spanien, Frankreich, Belgien, der Schweiz, Italien, den Niederlanden, Deutschland, Österreich, Israel, Mexiko, Kolumbien und den USA.

## Diskografie
- 1993  – Jeudi Saint dans les Espagnes. (Passio Iberica) (Accent 9394)
- 1994  – La Justa. Madrigals and Ensaladas from 16th century Catalonia. (Accent 94103).
- 1995  – Canciones, Romances, Sonetos. From Juan del Encina to Lope de Vega. (Accent 95111).
- 1996  – In natali Domini. Christmas in Spain and the Americas in the 16th Century. (Accent 96114).
- 1997  – Victoria / Pujol: Feria VI in Passione Domini. (Accent 97124).
- 1999  – Cancionero de la Sablonara. Music in the Spain of Philip IV. (Accent 99137)
- 2005  – Victoria: Officium Hebdomadae Sanctae. La Colombina y Schola Antiqva. (Glossa GCD 922002, 3 CD)
- 2007  – Guerrero: Motetes, Canciones y Villanescas. (K 617)
- 2008  – Victoria: Ad Vesperas. Le manuscrit inédit de Roma. (K 617 K617209)
- 2009  – Las Ensaladas. Prag 1581. (K 617 K617216)